# AHL 2018/19
Die Saison 2018/19 war die 83. Spielzeit der American Hockey League (AHL). Während der regulären Saison, die vom 5. Oktober 2018 bis zum 14. April 2019 ausgetragen wurde, bestritten die 31 Teams der Liga 76 oder 68 Begegnungen. Die Charlotte Checkers gewannen die Macgregor Kilpatrick Trophy als bestes Team der regulären Saison. Anschließend fanden die Playoffs um den Calder Cup statt, den sich am 9. Juni 2019 ebenfalls die Charlotte Checkers sicherten.

## Änderungen

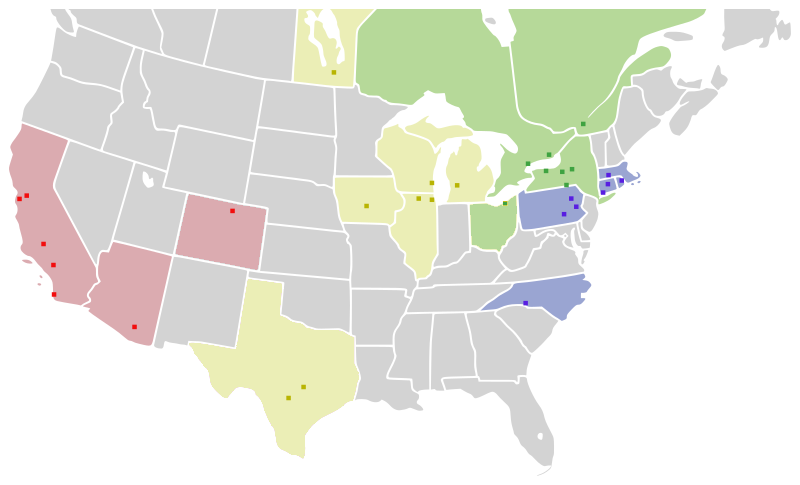
Die Teams der Saison 2018/19; gleiche Farben entsprechen der Zugehörigkeit zu einer Division.

Die Colorado Eagles wechselten von der ECHL in die AHL, sodass diese nun ebenso wie die National Hockey League (NHL) aus 31 Teams besteht. Die Eagles fungieren dabei weiterhin als Farmteam der Colorado Avalanche, während die St. Louis Blues fortan mit den San Antonio Rampage kooperieren, sodass nun jedes NHL-Team über einen Kooperationspartner in der AHL verfügt. Ferner wurden die Eagles der Pacific Division zugeordnet, während die San Antonio Rampage und die Texas Stars aus dieser in die Central Division wechselten, in der wiederum die Cleveland Monsters ihren Platz räumten und fortan in der North Division der Eastern Conference spielen.

## Modus
Der Modus entspricht im Wesentlichen dem zur Saison 2015/16 eingeführten.

## Reguläre Saison

### Abschlusstabellen
Abkürzungen: GP = Spiele, W = Siege, L = Niederlagen, OTL = Niederlage nach Overtime, SOL = Niederlage nach Shootout, GF = Erzielte Tore, GA = Gegentore, Pts = Punkte, Pts% = Punktquote

Erläuterungen: In Klammern befindet sich die Platzierung innerhalb der Conference; Playoff-Qualifikation, Conference-Sieger, Gewinner der Macgregor Kilpatrick Trophy

#### Eastern Conference
| Atlantic Division                   | GP | W  | L  | OTL | SOL | GF  | GA  | Pts | Pts% |
| ----------------------------------- | -- | -- | -- | --- | --- | --- | --- | --- | ---- |
| Charlotte Checkers (1)              | 76 | 51 | 17 | 7   | 1   | 255 | 189 | 110 | .724 |
| Bridgeport Sound Tigers (4)         | 76 | 43 | 24 | 6   | 3   | 233 | 228 | 95  | .625 |
| Hershey Bears (5)                   | 76 | 43 | 25 | 4   | 4   | 211 | 215 | 94  | .618 |
| Providence Bruins (7)               | 76 | 38 | 27 | 8   | 3   | 228 | 212 | 87  | .572 |
| Lehigh Valley Phantoms (8)          | 76 | 39 | 30 | 4   | 3   | 240 | 244 | 85  | .559 |
| Wilkes-Barre/Scranton Penguins (11) | 76 | 36 | 30 | 7   | 3   | 232 | 228 | 82  | .539 |
| Springfield Thunderbirds (12)       | 76 | 33 | 29 | 9   | 5   | 250 | 241 | 80  | .526 |
| Hartford Wolf Pack (15)             | 76 | 29 | 36 | 7   | 4   | 209 | 266 | 69  | .454 |

| North Division           | GP | W  | L  | OTL | SOL | GF  | GA  | Pts | Pts% |
| ------------------------ | -- | -- | -- | --- | --- | --- | --- | --- | ---- |
| Syracuse Crunch (2)      | 76 | 47 | 21 | 4   | 4   | 264 | 187 | 102 | .671 |
| Rochester Americans (3)  | 76 | 46 | 23 | 5   | 2   | 254 | 218 | 99  | .651 |
| Toronto Marlies (6)      | 76 | 39 | 24 | 9   | 4   | 248 | 243 | 91  | .599 |
| Cleveland Monsters (9)   | 76 | 37 | 29 | 8   | 2   | 232 | 234 | 84  | .553 |
| Belleville Senators (10) | 76 | 37 | 31 | 3   | 5   | 228 | 228 | 82  | .539 |
| Utica Comets (13)        | 76 | 34 | 34 | 6   | 2   | 224 | 257 | 76  | .500 |
| Laval Rocket (14)        | 76 | 30 | 34 | 6   | 6   | 195 | 231 | 72  | .474 |
| Binghamton Devils (16)   | 76 | 28 | 41 | 7   | 0   | 201 | 278 | 63  | .414 |

#### Western Conference
| Central Division          | GP | W  | L  | OTL | SOL | GF  | GA  | Pts | Pts% |
| ------------------------- | -- | -- | -- | --- | --- | --- | --- | --- | ---- |
| Chicago Wolves (2)        | 76 | 44 | 22 | 6   | 4   | 250 | 199 | 98  | .645 |
| Milwaukee Admirals (5)    | 76 | 36 | 24 | 14  | 2   | 217 | 207 | 88  | .579 |
| Iowa Wild (6)             | 76 | 37 | 26 | 8   | 5   | 242 | 230 | 87  | .572 |
| Grand Rapids Griffins (7) | 76 | 38 | 27 | 7   | 4   | 217 | 222 | 87  | .572 |
| Manitoba Moose (9)        | 76 | 39 | 30 | 5   | 2   | 197 | 219 | 85  | .559 |
| Texas Stars (11)          | 76 | 37 | 31 | 4   | 4   | 238 | 231 | 82  | .539 |
| Rockford IceHogs (12)     | 76 | 35 | 31 | 4   | 6   | 184 | 214 | 80  | .526 |
| San Antonio Rampage (14)  | 76 | 31 | 38 | 6   | 1   | 196 | 244 | 69  | .454 |

| Pacific Division        | GP | W  | L  | OTL | SOL | GF  | GA  | Pts | Pts% |
| ----------------------- | -- | -- | -- | --- | --- | --- | --- | --- | ---- |
| Bakersfield Condors (1) | 68 | 42 | 21 | 3   | 2   | 242 | 182 | 89  | .654 |
| San Jose Barracuda (3)  | 68 | 39 | 22 | 3   | 4   | 227 | 197 | 85  | .625 |
| San Diego Gulls (4)     | 68 | 36 | 24 | 5   | 3   | 239 | 221 | 80  | .588 |
| Colorado Eagles (8)     | 68 | 36 | 27 | 4   | 1   | 191 | 205 | 77  | .566 |
| Tucson Roadrunners (10) | 68 | 34 | 26 | 5   | 3   | 206 | 202 | 76  | .559 |
| Stockton Heat (13)      | 68 | 31 | 31 | 4   | 2   | 235 | 252 | 68  | .500 |
| Ontario Reign (15)      | 68 | 25 | 33 | 6   | 4   | 213 | 274 | 60  | .441 |

### Beste Scorer
Bester Scorer der regulären Saison wurde Carter Verhaeghe von den Syracuse Crunch mit 82 Punkten, der somit die John B. Sollenberger Trophy gewann. Gemeinsam mit seinem Teamkollegen Alex Barré-Boulet führte er mit 34 Treffern auch die Torschützenliste an. Zum besten Torvorbereiter avancierte T. J. Tynan von den Chicago Wolves, der 59 Assists gab. Die Plus/Minus-Statistik führte unterdessen sein Mannschaftskamerad Zach Whitecloud mit einem Wert von +39 an.
Abkürzungen: Sp = Spiele, T = Tore, V = Assists, Pkt = Punkte, +/− = Plus/Minus, SM = Strafminuten; Fett: Bestwert
| Spieler           | Mannschaft        | Sp | T  | V  | Pkt | +/− | SM |
| ----------------- | ----------------- | -- | -- | -- | --- | --- | -- |
| Carter Verhaeghe  | Syracuse          | 76 | 34 | 48 | 82  | +26 | 34 |
| Jeremy Bracco     | Toronto           | 75 | 22 | 57 | 79  | +1  | 16 |
| Daniel Carr       | Chicago           | 52 | 30 | 41 | 71  | +35 | 10 |
| T. J. Tynan       | Chicago           | 71 | 12 | 59 | 71  | +17 | 28 |
| Andrew Poturalski | Charlotte         | 72 | 23 | 47 | 70  | +16 | 34 |
| Alex Barré-Boulet | Syracuse          | 74 | 34 | 34 | 68  | +16 | 18 |
| Cal O’Reilly      | Iowa              | 67 | 16 | 51 | 67  | −2  | 14 |
| Tyler Benson      | Bakersfield       | 68 | 15 | 51 | 66  | +21 | 44 |
| Chris Mueller     | Toronto           | 60 | 33 | 32 | 65  | +8  | 32 |
| Michael Sgarbossa | Hershey           | 75 | 30 | 35 | 65  | −3  | 91 |
| Peter Holland     | Hartford Rockford | 73 | 27 | 38 | 65  | −7  | 58 |

### Beste Torhüter
Die kombinierte Tabelle zeigt die jeweils drei besten Torhüter in den Kategorien Gegentorschnitt und Fangquote sowie die jeweils Führenden in den Kategorien Shutouts und Siege.
Abkürzungen: GP = Spiele, TOI = Eiszeit (in Minuten), W = Siege, L = Niederlagen, OTL = Overtime-Niederlagen, GA = Gegentore, SO = Shutouts, Sv% = gehaltene Schüsse (in %), GAA = Gegentorschnitt; Fett: Saisonbestwert
Es werden nur Torhüter erfasst, die mindestens 1440 Spielminuten absolviert haben. Sortiert nach bestem Gegentorschnitt.
| Spieler          | Team        | GP | TOI     | W  | L  | OTL | GA  | SO | Sv%  | GAA  |
| ---------------- | ----------- | -- | ------- | -- | -- | --- | --- | -- | ---- | ---- |
| Alex Nedeljkovic | Charlotte   | 51 | 2917:19 | 34 | 9  | 5   | 110 | 4  | 91,6 | 2,26 |
| Marcus Högberg   | Belleville  | 39 | 2304:28 | 21 | 11 | 6   | 89  | 2  | 91,7 | 2,32 |
| Shane Starrett   | Bakersfield | 42 | 2447:41 | 27 | 7  | 5   | 95  | 4  | 91,8 | 2,33 |
| Troy Grosenick   | Milwaukee   | 46 | 2633:49 | 24 | 14 | 6   | 106 | 1  | 91,9 | 2,41 |
| Chris Driedger   | Springfield | 32 | 1835:03 | 18 | 10 | 2   | 75  | 1  | 92,4 | 2,45 |
| Collin Delia     | Rockford    | 26 | 1546:32 | 13 | 8  | 4   | 64  | 0  | 92,2 | 2,48 |
| Kaapo Kähkönen   | Iowa        | 39 | 2372:38 | 17 | 14 | 8   | 110 | 6  | 90,8 | 2,78 |

## Calder-Cup-Playoffs

### Playoff-Baum
|  | Conference-Viertelfinale | Conference-Viertelfinale | Conference-Viertelfinale |                 |                     | Conference-Halbfinale | Conference-Halbfinale | Conference-Halbfinale |  |  | Conference-Finale | Conference-Finale | Conference-Finale |  |  | Calder-Cup-Finale | Calder-Cup-Finale | Calder-Cup-Finale |
|  |                          |                          |                          |                 |                     |                       |                       |                       |  |  |                   |                   |                   |  |  |                   |                   |                   |
|  | A1                       | Charlotte Checkers       | 3                        |                 |                     |                       |                       |                       |  |  |                   |                   |                   |  |  |                   |                   |                   |
|  | A4                       | Providence Bruins        | 1                        |                 |                     |                       |                       |                       |  |  |                   |                   |                   |  |  |                   |                   |                   |
|  | A4                       | Providence Bruins        | 1                        | A1              | Charlotte Checkers  | 4                     |                       |                       |  |  |                   |                   |                   |  |  |                   |                   |                   |
|  |                          |                          |                          | A1              | Charlotte Checkers  | 4                     |                       |                       |  |  |                   |                   |                   |  |  |                   |                   |                   |
|  |                          |                          | A3                       | Hershey Bears   | 0                   |                       |                       |                       |  |  |                   |                   |                   |  |  |                   |                   |                   |
|  | A2                       | Bridgeport Sound Tigers  | A3                       | Hershey Bears   | 0                   | 2                     |                       |                       |  |  |                   |                   |                   |  |  |                   |                   |                   |
|  | A2                       | Bridgeport Sound Tigers  |                          |                 |                     | 2                     |                       |                       |  |  |                   |                   |                   |  |  |                   |                   |                   |
|  | A3                       | Hershey Bears            | 3                        |                 |                     |                       |                       |                       |  |  |                   |                   |                   |  |  |                   |                   |                   |
|  | A3                       | Hershey Bears            | 3                        | A1              | Charlotte Checkers  | 4                     |                       |                       |  |  |                   |                   |                   |  |  |                   |                   |                   |
|  |                          |                          |                          | A1              | Charlotte Checkers  | 4                     | Eastern Conference    |                       |  |  |                   |                   |                   |  |  |                   |                   |                   |
|  |                          | N3                       | Toronto Marlies          | 2               |                     |                       |                       |                       |  |  |                   |                   |                   |  |  |                   |                   |                   |
|  | N1                       | N3                       | Toronto Marlies          | 2               | Syracuse Crunch     | 1                     |                       |                       |  |  |                   |                   |                   |  |  |                   |                   |                   |
|  | N1                       |                          |                          |                 | Syracuse Crunch     | 1                     |                       |                       |  |  |                   |                   |                   |  |  |                   |                   |                   |
|  | N4                       | Cleveland Monsters       | 3                        |                 |                     |                       |                       |                       |  |  |                   |                   |                   |  |  |                   |                   |                   |
|  | N4                       | Cleveland Monsters       | 3                        | N4              | Cleveland Monsters  | 0                     |                       |                       |  |  |                   |                   |                   |  |  |                   |                   |                   |
|  |                          |                          |                          | N4              | Cleveland Monsters  | 0                     |                       |                       |  |  |                   |                   |                   |  |  |                   |                   |                   |
|  |                          |                          | N3                       | Toronto Marlies | 4                   |                       |                       |                       |  |  |                   |                   |                   |  |  |                   |                   |                   |
|  | N2                       | Rochester Americans      | N3                       | Toronto Marlies | 4                   | 0                     |                       |                       |  |  |                   |                   |                   |  |  |                   |                   |                   |
|  | N2                       | Rochester Americans      |                          |                 |                     |                       |                       |                       |  |  |                   |                   |                   |  |  |                   |                   |                   |
|  | N3                       | Toronto Marlies          | 3                        |                 |                     |                       |                       |                       |  |  |                   |                   |                   |  |  |                   |                   |                   |
|  | N3                       | Toronto Marlies          | 3                        | A1              | Charlotte Checkers  | 4                     |                       |                       |  |  |                   |                   |                   |  |  |                   |                   |                   |
|  |                          |                          |                          |                 |                     |                       |                       |                       |  |  |                   |                   |                   |  |  |                   |                   |                   |
|  |                          | C1                       | Chicago Wolves           | 1               |                     |                       |                       |                       |  |  |                   |                   |                   |  |  |                   |                   |                   |
|  | C1                       | C1                       | Chicago Wolves           | 1               | Chicago Wolves      | 3                     |                       |                       |  |  |                   |                   |                   |  |  |                   |                   |                   |
|  | C1                       |                          |                          |                 | Chicago Wolves      | 3                     |                       |                       |  |  |                   |                   |                   |  |  |                   |                   |                   |
|  | C4                       | Grand Rapids Griffins    | 2                        |                 |                     |                       |                       |                       |  |  |                   |                   |                   |  |  |                   |                   |                   |
|  | C4                       | Grand Rapids Griffins    | 2                        | C1              | Chicago Wolves      | 4                     |                       |                       |  |  |                   |                   |                   |  |  |                   |                   |                   |
|  |                          |                          |                          | C1              | Chicago Wolves      | 4                     |                       |                       |  |  |                   |                   |                   |  |  |                   |                   |                   |
|  |                          |                          | C3                       | Iowa Wild       | 2                   |                       |                       |                       |  |  |                   |                   |                   |  |  |                   |                   |                   |
|  | C2                       | Milwaukee Admirals       | C3                       | Iowa Wild       | 2                   | 2                     |                       |                       |  |  |                   |                   |                   |  |  |                   |                   |                   |
|  | C2                       | Milwaukee Admirals       |                          |                 |                     | 2                     |                       |                       |  |  |                   |                   |                   |  |  |                   |                   |                   |
|  | C3                       | Iowa Wild                | 3                        |                 |                     |                       |                       |                       |  |  |                   |                   |                   |  |  |                   |                   |                   |
|  | C3                       | Iowa Wild                | 3                        | C1              | Chicago Wolves      | 4                     |                       |                       |  |  |                   |                   |                   |  |  |                   |                   |                   |
|  |                          |                          |                          | C1              | Chicago Wolves      | 4                     | Western Conference    |                       |  |  |                   |                   |                   |  |  |                   |                   |                   |
|  |                          | P3                       | San Diego Gulls          | 2               |                     |                       |                       |                       |  |  |                   |                   |                   |  |  |                   |                   |                   |
|  | P1                       | P3                       | San Diego Gulls          | 2               | Bakersfield Condors | 3                     |                       |                       |  |  |                   |                   |                   |  |  |                   |                   |                   |
|  | P1                       |                          |                          |                 |                     |                       |                       |                       |  |  |                   |                   |                   |  |  |                   |                   |                   |
|  | P4                       | Colorado Eagles          | 1                        |                 |                     |                       |                       |                       |  |  |                   |                   |                   |  |  |                   |                   |                   |
|  | P4                       | Colorado Eagles          | 1                        | P1              | Bakersfield Condors | 2                     |                       |                       |  |  |                   |                   |                   |  |  |                   |                   |                   |
|  |                          |                          |                          | P1              | Bakersfield Condors | 2                     |                       |                       |  |  |                   |                   |                   |  |  |                   |                   |                   |
|  |                          |                          | P3                       | San Diego Gulls | 4                   |                       |                       |                       |  |  |                   |                   |                   |  |  |                   |                   |                   |
|  | P2                       | San Jose Barracuda       | P3                       | San Diego Gulls | 4                   | 1                     |                       |                       |  |  |                   |                   |                   |  |  |                   |                   |                   |
|  | P2                       | San Jose Barracuda       |                          |                 |                     |                       |                       |                       |  |  |                   |                   |                   |  |  |                   |                   |                   |
|  | P3                       | San Diego Gulls          | 3                        |                 |                     |                       |                       |                       |  |  |                   |                   |                   |  |  |                   |                   |                   |

### Calder-Cup-Sieger
| Calder-Cup-Sieger Charlotte Checkers | Torhüter: Alex Nedeljkovic, Dustin Tokarski Verteidiger: Jake Bean, Trevor Carrick, Josiah Didier, Haydn Fleury, Roland McKeown, Dan Renouf, Dennis Robertson, Bobby Sanguinetti, Jesper Sellgren, Derek Sheppard Angreifer: Clark Bishop, Patrick Brown, Julien Gauthier, Morgan Geekie, Tomáš Jurčo, Janne Kuokkanen, Steven Lorentz, Stelio Mattheos, Zach Nastasiuk, Martin Nečas, Andrew Poturalski, Jacob Pritchard, Nicolas Roy, Aleksi Saarela, Nick Schilkey, Zack Stortini Cheftrainer: Mike Vellucci General Manager: Don Waddell |

### Beste Scorer
Abkürzungen: GP = Spiele, G = Tore, A = Assists, Pts = Punkte, +/− = Plus/Minus, PIM = Strafminuten; Fett: Saisonbestwert
| Spieler           | Team      | GP | G  | A  | Pts | +/− | PIM |
| ----------------- | --------- | -- | -- | -- | --- | --- | --- |
| Andrew Poturalski | Charlotte | 18 | 12 | 11 | 23  | +15 | 12  |
| Morgan Geekie     | Charlotte | 19 | 8  | 10 | 18  | +13 | 6   |
| Tomáš Jurčo       | Charlotte | 18 | 7  | 11 | 18  | +8  | 18  |
| Adam Cracknell    | San Diego | 15 | 7  | 9  | 16  | +3  | 0   |
| Jeremy Bracco     | Toronto   | 13 | 4  | 12 | 16  | +4  | 2   |
| Curtis McKenzie   | Chicago   | 21 | 8  | 7  | 15  | −1  | 51  |
| Aleksi Saarela    | Charlotte | 17 | 7  | 8  | 15  | +10 | 4   |
| Cody Glass        | Chicago   | 22 | 7  | 8  | 15  | ±0  | 6   |
| Nicolas Roy       | Charlotte | 19 | 6  | 9  | 15  | +15 | 14  |
| Tomáš Hyka        | Chicago   | 22 | 3  | 12 | 15  | −6  | 6   |
| Zach Whitecloud   | Chicago   | 22 | 3  | 12 | 15  | −11 | 11  |

### Beste Torhüter
Die kombinierte Tabelle zeigt die jeweils drei besten Torhüter in den Kategorien Gegentorschnitt und Fangquote sowie die jeweils Führenden in den Kategorien Shutouts und Siege.
Abkürzungen: GP = Spiele, TOI = Eiszeit (in Minuten), W = Siege, L = Niederlagen, OTL = Overtime-Niederlagen, GA = Gegentore, SO = Shutouts, Sv% = gehaltene Schüsse (in %), GAA = Gegentorschnitt; Fett: Saisonbestwert
Es werden nur Torhüter erfasst, die mindestens 120 Minuten absolviert haben. Sortiert nach bestem Gegentorschnitt.
| Spieler            | Team       | GP | TOI     | W  | L | GA | SO | Sv%  | GAA  |
| ------------------ | ---------- | -- | ------- | -- | - | -- | -- | ---- | ---- |
| Dustin Tokarski    | Charlotte  | 5  | 275:08  | 5  | 0 | 8  | 0  | 93,5 | 1,74 |
| Christopher Gibson | Bridgeport | 4  | 283:20  | 2  | 2 | 9  | 0  | 92,7 | 1,91 |
| Kasimir Kaskisuo   | Toronto    | 12 | 729:57  | 9  | 3 | 26 | 1  | 92,7 | 2,14 |
| Vítek Vaněček      | Hershey    | 4  | 240:32  | 1  | 3 | 9  | 1  | 93,5 | 2,25 |
| Alex Nedeljkovic   | Charlotte  | 15 | 897:02  | 10 | 4 | 35 | 1  | 91,6 | 2,34 |
| Andrew Hammond     | Iowa       | 11 | 683:16  | 5  | 6 | 28 | 2  | 91,2 | 2,46 |
| Oscar Dansk        | Chicago    | 19 | 1185:53 | 10 | 9 | 49 | 0  | 91,1 | 2,48 |

## Vergebene Trophäen

### Mannschaftstrophäen
| Auszeichnung                                                     | Team                |
| ---------------------------------------------------------------- | ------------------- |
| Calder Cup Gewinner der AHL-Playoffs                             | Charlotte Checkers  |
| Richard F. Canning Trophy Gewinner des Eastern-Conference-Finale | Charlotte Checkers  |
| Robert W. Clarke Trophy Gewinner des Western-Conference-Finale   | Chicago Wolves      |
| Macgregor Kilpatrick Trophy Bestes Team der regulären Saison     | Charlotte Checkers  |
| Frank S. Mathers Trophy Bestes Team der Eastern Conference       | Charlotte Checkers  |
| Norman R. „Bud“ Poile Trophy Bestes Team der Western Conference  | Bakersfield Condors |
| Emile Francis Trophy Bestes Team der Atlantic Division           | Charlotte Checkers  |
| F. G. „Teddy“ Oke Trophy Bestes Team der North Division          | Syracuse Crunch     |
| Sam Pollock Trophy Bestes Team der Central Division              | Chicago Wolves      |
| John D. Chick Trophy Bestes Team der Pacific Division            | Bakersfield Condors |

### Individuelle Trophäen
| Auszeichnung                                                                                                   | Spieler                            | Team                |
| --- | ---------------------------------- | ------------------- |
| Les Cunningham Award MVP der regulären Saison                                                                  | Daniel Carr                        | Chicago Wolves      |
| John B. Sollenberger Trophy Bester Scorer                                                                      | Carter Verhaeghe                   | Syracuse Crunch     |
| Willie Marshall Award Bester Torschütze                                                                        | Alex Barré-Boulet Carter Verhaeghe | Syracuse Crunch     |
| Dudley „Red“ Garrett Memorial Award Bester Rookie                                                              | Alex Barré-Boulet                  | Syracuse Crunch     |
| Eddie Shore Award Bester Verteidiger                                                                           | Zach Redmond                       | Rochester Americans |
| Aldege „Baz“ Bastien Memorial Award Bester Torhüter                                                            | Alex Nedeljkovic                   | Charlotte Checkers  |
| Harry „Hap“ Holmes Memorial Award Torhüter mit dem geringsten Gegentorschnitt                                  | Eddie Pasquale                     | Syracuse Crunch     |
| Louis A. R. Pieri Memorial Award Bester Trainer                                                                | Mike Vellucci                      | Charlotte Checkers  |
| Fred T. Hunt Memorial Award Für den Spieler, der durch Fairness, Einsatz und Hingabe herausragt                | Brett Sutter                       | Ontario Reign       |
| Yanick Dupré Memorial Award Für den Spieler, der sich durch besonderen Einsatz in der Gesellschaft auszeichnet | Landon Ferraro                     | Iowa Wild           |
| Jack A. Butterfield Trophy MVP der Calder-Cup-Playoffs                                                         | Andrew Poturalski                  | Charlotte Checkers  |

### All-Star-Teams
| First All-Star Team | First All-Star Team                            |
| ------------------- | ---------------------------------------------- |
| Angriff:            | Daniel Carr – Carter Verhaeghe – Jeremy Bracco |
| Verteidigung:       | John Gilmour – Zach Redmond                    |
| Tor:                | Alex Nedeljkovic                               |

| Second All-Star Team | Second All-Star Team                             |
| -------------------- | ------------------------------------------------ |
| Angriff:             | Tyler Benson – Chris Mueller – Andrew Poturalski |
| Verteidigung:        | Aaron Ness – Ethan Prow                          |
| Tor:                 | Shane Starrett                                   |

| All-Rookie Team | All-Rookie Team                                    |
| --------------- | -------------------------------------------------- |
| Angriff:        | Alex Barré-Boulet – Drake Batherson – Tyler Benson |
| Verteidigung:   | Jake Bean – Mitch Reinke                           |
| Tor:            | Shane Starrett                                     |